# Hidroxialquilação
A hidroxialquilação, ou mais simplesmente hidroxilação, é um processo químico que introduz um grupo hidroxila (-OH) em um composto orgânico.
Em bioquímica, as reações de hidroxilação são muitas vezes facilitadas por enzimas chamados hidroxilases. A hidroxilação é o primeiro passo na degradação oxidativa de compostos orgânicos no ar. É extremamente importante uma vez que a hidroxilação na desintoxicação converte compostos lipofílicos em produtos solúveis em água (hidrofílicos) que são mais prontamente excretados. Alguns medicamentos (por exemplo, esteróides) são ativados ou desativados por hidroxilação.